# Aéroport de Strasbourg
Luchthaven Straatsburg (Frans: Aéroport de Strasbourg) (IATA: SXB, ICAO: LFST) is een luchthaven in Frankrijk, gelegen zo'n 10 km ten zuidwesten van Straatsburg, vlak bij Entzheim. Deze beide plaatsen liggen in het departement Bas-Rhin van de Elzas regio. De luchthaven heeft twee terminals met vier vliegtuigslurfen een groot aantal plekken zonder. De tweede terminal is geschikt voor luchtvracht. Treinen vanaf Station Entzheim-Aéroport verbinden de luchthaven met het centrum van de stad.
Vanwege een beveiligingsprobleem met de MediaWiki Graph-software is het momenteel niet mogelijk deze grafiek weer te geven. Zodra de software is bijgewerkt zal de grafiek vanzelf weer zichtbaar worden.